# W altanie
W altanie (lit. ‘A la glorieta’) és una pintura a l'oli creada pel pintor polonès Aleksander Gierymski, que pertanyia al realisme, el 1882. S'exposa al Museu Nacional de Varsòvia.

## Descripció
L'obra mostra una reunió social d'un grup d'aristòcrates vestits com del segle xviii, i té lloc un dia d'estiu en un jardí. Quatre individus conversen al centre de la pintura, al voltant d'una taula, i un altre se'ls mira dempeus a la vora. A la taula, hi ha estovalles blanques, tasses i un decantador mig ple de vi. El fons consisteix en un emparrat a la dreta i arbres amb un altre grup de gent al voltant d'una taula a l'esquerra. A la cantonada inferior esquerra, un home s'ajup per a acostar-se a una font disposada al costat de moltes torretes. La pintura es compon de colors clars i intensos —en poques paraules, vius— que generen la sensació d'una atmosfera bonica en una jornada calorosa a l'estiu.

## Anàlisi
W altanie va ser pintat per Gierymski el 1882 després d'una estada de l'autor a Roma i és considerat un abordatge a l'impressionisme. Va ser la manera que va trobar de protestar contra l'associació de la seva producció artística amb la representació de la vida dels pobres, cosa que caracteritzava les seves primeres pintures. Volia fer palès als crítics que l'expressió artística a través de tècniques realistes pot retratar tota mena d'escenes, fins i tot les de la vida de les classes altes. Va posar especial cura en els detalls i va decidir d'abillar-hi els personatges amb una indumentària elegant de la centúria anterior a tall de demostració de les seves habilitats. El treball de Gierymski és comparable al dels impressionistes francesos contemporanis, malgrat que encara no havia estat a París ni havia conegut aquella branca del moviment.